# Relaxin
Relaxine sind während der Schwangerschaft von Wirbeltieren ausgeschüttete Peptidhormone, die erstmals 1926 von Frederick Lee Hisaw beschrieben wurden.
Im Menschen sind drei Relaxine bekannt und vier Relaxinrezeptoren (G-Protein-gekoppelte Rezeptoren), wobei sowohl Relaxin-1 und -2 an die Relaxinrezeptoren 1 und 2 docken, während Relaxin-3 und die Relaxin-3-Rezeptoren 1 und 2 zusammengehören. Zusätzlich ist Relaxin-3 Ligand des Relaxinrezeptors 1.
Relaxin-1 und -2 wird bei der Frau vor allem während der Schwangerschaft in den Deziduazellen der Plazenta gebildet. Eine Wirkung ist die Entspannung des Gebärmutterhalses unter der Geburt durch Einwirkung auf Bänder der Gebärmutter, wodurch sich der Geburtskanal erweitert. Relaxin-3 hat eine mögliche Funktion bei Neuropeptid-Signalprozessen. Alle Relaxine haben einen insulinähnlichen Aufbau: zwei Proteinketten werden aus einem Präkursor herausgeschnitten und über zwei Disulfidbrücken miteinander verbunden.
Die Bestimmung des Relaxin-Spiegels ist die einzige Hormonbestimmung, mit der beim Haushund der Nachweis einer Trächtigkeit möglich ist. Dies ist ab dem 25. Tag nach dem Eisprung bis zur Geburt möglich. Beim Versand der Blutprobe ist zu beachten, dass das Hormon licht- und lagerungsempfindlich ist.
| Gen  | Größe (AS) Präkursor | Größe (AS) UE1 | Größe (AS) UE2 | Endprodukt | Größe (AS) Endprodukt |
| ---- | -------------------- | -------------- | -------------- | ---------- | --------------------- |
| RLN1 | 185 (1-185)          | 23 (163-185)   | 31 (23-53)     | Relaxin-1  | 54                    |
| RLN2 | 185 (1-185)          | 24 (162-185)   | 29 (25-53)     | Relaxin-2  | 53                    |
| RLN3 | 142 (1-142)          | 24 (119-142)   | 27 (26-52)     | Relaxin-3  | 51                    |